# Sébastien Lepape
Sébastien Lepape (Montivilliers, 4 juli 1991) is een Frans shorttracker.

## Biografie
Lepape begon op tienjarige leeftijd met shorttrack. In 2011 werd hij wereldkampioen bij de junioren met de Franse ploeg op het onderdeel aflossing. Datzelfde jaar kampte hij met een rugblessure die hem een jaar aan de kant hield. Lepape nam deel aan verschillende EK's en WK's en aan de Olympische Winterspelen van 2014, 2018 en 2022, maar schaatste veelal in de achterhoede. Tijdens de Europese kampioenschappen in 2018 behaalde Lepape zijn enige eremetaal, een bronzen plak op de 500 meter. Bovendien werd hij derde in de afsluitende superfinale. Hierdoor werd Lepape vijfde in het eindklassement, een evenaring van zijn beste resultaat tijdens het EK 2016. Bij de wereldkampioenschappen kende Lepape één uitschieter; in 2021 werd hij vierde in het eindklassement door winst in de superfinale.
Lepape werd in 2014, 2015 en 2020 Frans allroundkampioen.